# Thank God I Found You
Singles par Mariah Carey
Heartbreaker
(1999) Crybaby/Can't Take That Away (Mariah's Theme)
(2000)
Singles par Joe
Still Not a Player
(1998) I Wanna Know
(2000)
Singles par 98 Degrees
This Gift
(1999) Give Me Just One Night (Una Noche)
(2000)
Thank God I Found You est une chanson de l'artiste américaine Mariah Carey en collaboration avec le chanteur R&B Joe et le boy band 98 Degrees. Écrite et produite par Carey et Jimmy Jam et Terry Lewis, la chanson sort en single le 25 janvier 2000 sous le label Columbia Records, comme seconde sortie du septième album de la chanteuse, Rainbow (1999). Thank God I Found You est une ballade R&B qui s'inspire d'une relation de Carey à l'époque et parle d'une relation amoureuse dans laquelle la chanteuse dit à son petit ami « Dieu merci, je t'ai trouvé ».
Thank God I Found You reçoit des avis mitigés de la part des critiques dont certains pensent qu'il s'agit d'une grande clôture d'album et d'autres qu'elle est « inaudible » et « peu mémorable ». Cependant, la chanson devient le quinzième numéro un de Carey dans le Billboard Hot 100 et le dernier jusqu'à We Belong Together en 2005. La chanson est certifiée disque d'or par la Recording Industry Association of America (RIAA) pour la vente de 500 000 exemplaires. Même si elle arrive en seconde position au Canada, elle ne connaît qu'un succès moyen dans le monde. Elle atteint le top 10 au Royaume-Uni et le top 30 en Allemagne, Australie, Belgique (Wallonie), France, Pays-Bas et Suisse.
Brett Ratner réalise un clip pour Thank God I Found You dans lequel Carey, Joe et 98 Degrees interprètent la chanson lors d'un concert. Le remix Make It Last a aussi son propre clip filmé à Hambourg et montre le trio chanter dans une petite discothèque. Carey interprète la version originale et le remix lors de la 27e cérémonie des American Music Awards et lors des tournées Rainbow World Tour (2000), The Adventures of Mimi Tour (2006) avec Trey Lorenz.
Carey réenregistre la chanson pour le remix intitulé Thank God I Found You (Make It Last Remix) dans lequel Carey et Joe chante avec Nas. Le remix est un remake de Make It Last Forever de Keith Sweat et incorpore quelques couplets de Thank God I Found You. DJ Clue produit le remix et le transforme en chanson R&B. En septembre 2000, les paroliers Seth Swirsky et Warren Campbell engage des poursuites pour infraction au droit d'auteur en déclarant que Thank God I Found You ressemble fortement à One of Those Love Songs qu'ils ont composée pour Xscape. Carey gagne le procès.

## Genèse
Carey et son mari Tommy Mottola, qui est un chief executive officer de Sony se séparent en 1997. Cela résulte de tensions avec Sony. Durant le printemps 1999, Carey commence à travailler sur le dernier album de son contrat avec Columbia Records, intitulé Rainbow. Sa relation avec Sony a mis fin à sa collaboration avec Walter Afanasieff, qui a travaillé avec elle depuis ses débuts. Elle travaille intensivement avec d'autres paroliers et producteurs pour son album comme le duo Jimmy Jam et Terry Lewis, connus pour avoir collaboré avec Janet Jackson. Thank God I Found You a été écrite par le duo et coécrite par Carey. Quand et Jam et Lewis commencent à collaborer avec Carey, ils ne savent pas ce qu'elle attend d'eux. Lors d'une interview avec Fred Bronson, Jam et Lewis expliquent :

« Ce n'est pas comme avec Janet où nous devions tous faire nos preuves. Mariah les a déjà faites et est très impliquée dans l'arrangement et la production de ses chansons, donc nous avons respecté cela et dit : « Que pouvons-nous faire pour toi ? ». Elle voulait voler vers la ville pour cinq ou six heures. Elle a pris l'avion vers un endroit où elle faisait la meilleure chose. »

Une nuit, Jam et Lewis reçoivent un appel de l'assistant de Carey qui leur dit qu'elle a des idées pour une chanson. Elle leur demande de la rejoindre dans son tudio plus tard, et quand ils sont arrivés, elle leur chante la mélodie. Normalement, lorsque Carey compose des chansons, James "Big Jim" Wright joue les accords. Il n'est pas présent au studio cette nuit donc Lewis fait les accords à sa place. Après avoir composé la mélodie, Carey enregistre. Lorsqu'elle demande que plusieurs chanteurs chantent avec elle, Jam et Lewis choisissent Joe. Bien que Jam et Lewis veuillent K-Ci & JoJo, ils retirent cette idée car ils ont signé un contrat ave un autre label. À propos de l'enregistrement, Joe dit :

« Elle m'a appelé et dit : « J'aimerais faire un duo avec toi. Viens au studio ». Quand j'y suis allé, elle a joué la chanson. Je ne pensais enregistrer une chanson mais quand je l'ai entendue, je me suis dit : « Écoute, tu ne quitteras pas ce studio avant d'avoir mis ta voix sur la chanson ». Tout s'est passé si vite. Je ne pensais pa qu'il y aurait un single ou même un clip. Tout était génial. »

Jam et Lewis demandent aussi au groupe 98 Degrees de rejoindre Carey et Joe car ils ont besoin d'harmonies masculines. Carey parle de sa collaboration dans MTV. « C'est comme quand j'ai écrit One Sweet Day. C'est tellement dure pour un groupe de chanter avec moi et pour un mélange homme-femme c'est dur vocalement. Vous voyez, nous sommes venus naturellement ». La chanson a été enregistrée à Capri et à New York. La piste est mixée par Supa Engineer Duo et masterisée par Herb Powers.

## Structure musicale
Thank God I Found You est produite par Jimmy Jam et Terry Lewis et coproduite par Carey. La chanson est une ballade R&B. Arion Berger de Rolling Stone remarque aussi que la chanson montre des influences de gospel. La chanson est rythmée et soutenue par des « rythmes pop industriels ». Selon la partition publiée par Musicnotes.com de EMI Music Publishing, Thank God I Found You est composée dans la tonalité de Si majeur. Elle a une mesure 4/4 et un tempo de 65 battements par minute. La chanson suit la séquence Si, Fa/La, Sol mineur7, Fa, Mi, Fa comme progression d'accords. Les voix de Carey et Joe s'étendent sur deux octaves, de la note Ré4 à Ré6. Composée sous la forme couplet-refrain-pont, le refrain de Thank God I Found You est interprétée dans la tonalité de Si majeur. Carey fait l'usage d'un mélisme dans la chanson. L'arrangement est similaire à celui de One Sweet Day. Elle est une chanson d'amour inspiratrice dans laquelle la chanteuse remercie Dieu d'avoir trouvé le partenaire parfait. Selon Carey, elle s'inspire de la relation qu'elle a avec Luis Miguel à cette époque,. Elle déclare qu'elle raconte une histoire tout au long de la chanson.

### Remixes
Carey réenregistre la chanson pour le remix intitulé Thank God I Found You (Make It Last Remix). Le remix est un remake Make It Last Forever de Keith Sweat et présente quelque similarités à la version originale. arey écrit de nouvelles paroles et garde le même refrain. Produit par DJ Clue de Desert Storm Records, le remix a un « rythme R&B » et un groove lent. Il inclut la voix de Joe et des couplets de rap de Nas. Le remix est inclus dans l'album My Name Is Joe (2000). Joe F. Promis d'AllMusic trouve le remix incomplet. Il ajoute qu'il « reprend simplement la chanson et garde son intégralité intacte, au lieu de faire un medley Thank God I Found You/Make It Last ». Cependant, alors qu'il fait une critique de My Name Is Joe, Matt Diehl d'Entertainment Weekly dit que la piste est la meilleure de l'album. Il écrit : « Le cran de Nas et l'émotion experte de Carey fait chanter Joe avec un sentiment inattendu ». Derek Ali de Dayton Daily News complimente la collaboration en disant que cela « s'entraîne bien ». Le remix Make It Last est présent sur l'album remix The Remixes (2003). L'équipe norvégienne Stargate produit le UK Stargate radio mix,.

## Accueil

### Critique
Thank God I Found You reçoit des avis mitigés. Jose F. Promis d'AllMusic donne la note de deux étoiles sur cinq et écrit que la chanson est « une ballade classique adulte contemporain luxuriante, avec des paroles qui mettent de bonne humeur et des voix qui montent en flèche ». The Austin American-Statesman déclare que la chanson est « une clôture dramatique ». Arion Berger de Rolling Stone loue la production de la chanson ainsi que l'harmonie de 98 Degrees. Chuck Campbell de The Daily News déclare que la chanson est une fin d'album « grandiose ». Steve Jones de USA Today  écrit que Carey excelle dans la chanson. Melissa Ruggieri de The Richmond Times-Dispatch remarque que Carey trouve la consolation dans la chanson. Anthony Johnson de The Richmond Times-Dispatch écrit que la piste est une « gagnante couronnée de succès ». Cependant, quelques critiques disent que la chanson est peu mémorable,. Dan DeLuca de The Philadelphia Inquirer considère la chanson comme une « romance fade ». Robert Hilburn de Los Angeles Times donne aussi un avis négatif en la qualifiant de « ballade à bout » et la trouve inaudible. Dara Cook de MTV Southeast Asia considère la chanson comme une « tragi-comédie à gros budget sur des troubles histrioniques hilarants et des paroles dramatiques absurdes ». Tout en critiquant la compilation The Ballads (2009), Chuck Campbell de The Press of Atlantic City remarque qu'à ce moment de sa carrière, la qualité de ses chansons deviennent « douteuses » et commente que Thank God I Found You est un exemple. Il déclare que la chanson est une « bagatelle ». En 2005, Andrew Unterberger de Stylus Magazine donne une critique négative en écrivant que la chanson est « un exemple extrêmement fainéant d'un artiste qui est au top de sa réputation ». Il dit que la chanson pourrait être la fin de la carrière de Carey. Lors de la 43e cérémonie des Grammy Awards qui se tiennent en février 2001, la chanson est nommée dans la catégorie « Meilleure collaboration pop » mais perd face à Is You Is Or Is You Ain't My Baby de B. B. King et Dr. John. Lors de la première cérémonie des BMI Urban Awards, Jam, Lewis et Carey reçoivent un prix pour les paroles.

### Commercial
Aux États-Unis, Thank God I Found You est envoyée aux stations de radio comme second single de Rainbow. Le single physique sort le 25 janvier 2000 dans le pays et le 28 février 2000 au Royaume-Uni,. La chanson entre le 11 décembre 1999 à la 82e du Billboard Hot 100, la plus mauvaise entrée de Carey à l'époque. Le 19 février 2000, la chanson arrive numéro un et devient le quinzième numéro un de Carey, et la onzième année consécutive où Carey a un numéro un. Il est le second single à se vendre à 100 000 exemplaires après What a Girl Wants de Christina Aguilera. Elle est certifiée disque d'or par la Recording Industry Association of America (RIAA) en février 2000 pour la vente de 500 000 exemplaires. En février 2001, la chanson s'est vendue à 700 000 exemplaires aux États-Unis. Thank God I Found You est aussi numéro un du Billboard Hot R&B/Hip-Hop Songs et le septième numéro un de Carey. Elle arrive à la 45e place du classement annuel en 2000. Thank God I Found You est le dernier numéro un de Carey jusqu'à We Belong Together en 2005. Au Canada, la chanson entre en seconde position le 12 février 2000,. La semaine suivante, elle descend à la troisième position avant de sortir du classement,,.
En Australie, la chanson entre à la 27e place le 12 mars 2000. La semaine suivante, elle redescend à la 47e place. En Nouvelle-Zélande, elle débute à la 34e position la semaine du 2 avril 2000. La semaine suivante, elle redescend d'une place puis redescend à la 44e. En Europe, Thank God I Found You n'entre que dans quelques hits-parades. Au Royaume-Uni, la chanson débute à la dixième place de l'UK Singles Chart le 11 mars 2000,. La chanson reste dans le classement pendant dix semaines, incluant une réentrée à la 71e place durant la semaine du 20 mai 2000. En Flandre, la chanson débute à la 47e position et arrive à la 36e. En Wallonie, elle débute à la 35e et arrive à la 23e place trois semaines plus tard. En France, la chanson débute en 31e position le 4 mars 2000. La semaine suivante, elle monte à la 28e. Elle reste dans le classement pendant quinze semaines. Dans les Pays-Bas, Thank God I Found You entre à la 55e position avant d'atteindre la 23e place la semaine suivante. La chanson atteint la 28e place en Allemagne, la 43e en Suède, la 31e en Irlande et la 17e en Suisse.

## Clip
Le clip de Thank God I Found You est réalisé par Brett Ratner à Minneapolis. La vidéo est l'enregistrement d'un concert de Carey, Joe et 98 Degrees à Last Chance Summer Dance organisé par KDWB-FM,. Il est diffusé pour la première fois le 4 octobre 1999 sur Total Request Live. La vidéo s'ouvre avec Carey et Joe dans le studio. Carey est avec son chien et parle au téléphone. La vidéo montre des ciels bleus et des scènes privées où Carey joue avec son chien Jack et écrit les paroles. Lorsque laa chanson démarre, elle s'allonge sur un sofa rouge et écrit les paroles sur un bloc-notes. Puis elle interprète la chanson en concert, avec Joe et 98 Degrees. De plus, il a une vidéo pour le remix Make It Last qui montre Carey avec des tresses avec Joe et Nas réalisé par Sanaa Hamri. Elle est tournée au Bar Rosso à Hambourg les 16 et 17 octobre 1999.

## Interprétations scéniques

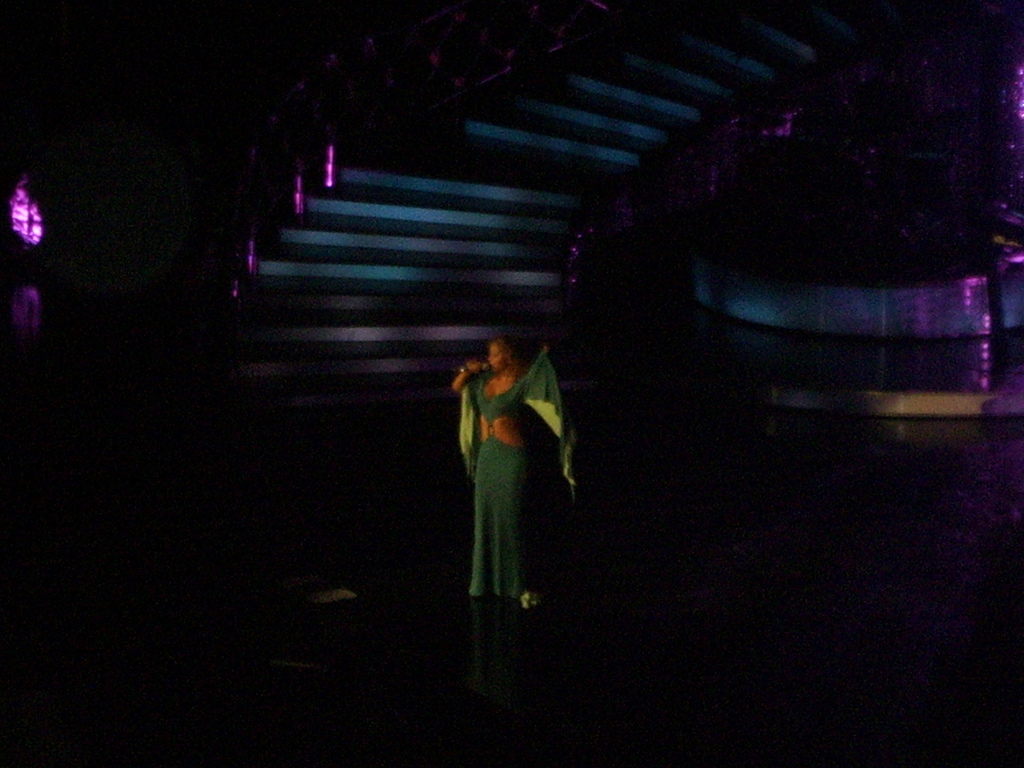
Mariah Carey interprète Thank God I Found You lors de The Adventures of Mimi Tour. Son choriste Trey Lorenz chante à la place de Joe.

Carey interprète Thank God I Found You plusieurs fois entre 2000 et 2005. Carey ouvre la 27e cérémonie des American Music Awards, qui se tiennent au Shrine Auditorium, en faisant un medley du remix et de la version originale. Carey apparaît sur scène avec une jupe fendue noire avec les cheveux blonds redressés, Joe la rejoint avec beaucoup de choristes et danseurs qui portent des ensembles noirs. Après avoir interprété le premier couplet et le refrain, Nas rejoint le duo pour le remix Make It Last. Plus tard dans la soirée, elle reçoit le prix « Award of Achievement » pour avoir eu un numéro chaque année depuis 1990. Vibe apprécie ces prestations et écrit qu'elles « offrent un aperçu de cette gamine de Long Island qui est devenue une réplique hip-hop de Céline Dion ». En 2000, Carey reprend la chanson dans l'émission italienne Quelli che... il Calcio,.
À part les émissions télévisées et les cérémonies, Carey interprète la chanson lors de plusieurs tournées et dans le Rainbow World Tour. Durant la tournée, Trey Lorenz, son unique choriste masculin, remplace Joe pour la chanson. Lors du concert au Madison Square Garden le 11 avril 2000, Carey porte une robe de cocktail orange et de longs cheveux. Lorenz porte une tenue de sport noire en cuir et fait une autre apparition en chantant Make You Happy pendant les changements de costume. Après la sortie de son dixième album studio, The Emancipation of Mimi, en 2005, Carey embarque dans la tournée The Adventures of Mimi Tour en 2006. Lors de plusieurs concerts, Carey interprète la chanson plutôt vers la fin. Comme pour le Rainbow World Tour, Lorenz chante avec Carey à la place de Joe. Elle porte une robe de cocktail turquoise et introduit la chanson en parlant de sa conception, des artistes invités puis chante le remix.

## Poursuite
Le 15 septembre 2000, Seth Swirsky et Warren Campbell engagent des poursuites contre Carey à la Cour d'appel des États-Unis pour le neuvième circuit pour infraction au droit d'auteur, une désignation fausse et déclarant que Thank God I Found You ressemble fortement à une chanson qu'ils ont composé et qui s'appelle One of Those Love Songs. Elle a été enregistrée par le groupe Xscape en 1998 pour l'album Traces My Lipsticks. Ils déclarent que Carey donne injustement les crédits à Jam et Lewis. Swirsky et Campbelle ont vendu les droits d'auteur à So So Def Recordings en 1998. « Je suis un fan de Mariah Carey ; je n'ai rien contre elle. Mais je crois vraiment qu'il y a une responsabilité, et c'est vraiment très clair ici. Je n'ai jamais poursuivi quelqu'un en justice auparavant » dit Swirsky. Selon la cour du district, un témoin expert (président du Musicology Department à l'Université de Californie à Los Angeles) détermine que les chansons ont un « refrain subtantiellement similaire ». L'expert déclare que si les paroles et la mélodie des deux chansons sont clairement différentes, les refrains « partagent un « ton insistant et une forme basique » dans leurs mélodies, qui sont jouées sur « une bassline similaire » et mêmes changements d'accords, ont presque le même tempo et le même style générique ». Ils remarquent que les deux refrains ont leur tonalité en Si. L'expert remarque que « l'accent des notes musicales » des deux chansons est la même, et cela contribue à l'impression que les deux chansons sont identiques. Il présente une série de transcriptions visuelles et d'impressions auditives. Les transcriptions contiennent des détails sur la séquence des deux refrains, mélodies et basslines.
La cour du district conclut que c'est insuffisant pour lancer une poursuite judiciaire. Elle remarque que la méthodologie de l'expert est « défectueuse » et déclare qu'à travers son analyse, aucune similarité n'a été trouvée. Cette affaire va en faveur de Carey par le juge, qui dit qu'il n'y a aucune similarité entre la tonalité, structure harmonique, tempo, ou genre entre les deux chansons.

## Versions
| CD Maxi single européen 1. Thank God I Found You – 4:17 2. Thank God I Found You (Celebratory Mix) – 4:19 3. Thank God I Found You (Make It Last Remix) – 5:10 4. Thank God I Found You (Make It Last Remix Instrumental) – 5:10 Vinyle 45 tours 1. Thank God I Found You (Make It Last Remix) – 5:10 2. Thank God I Found You (Make It Last Remix without Rap) – 5:10 3. Thank God I Found You (Make It Last Instrumental) 4. Thank God I Found You (Celebratory Mix) – 4:19 CD Maxi single R.U. 1. Thank God I Found You (Stargate Radio Edit) – 4:20 2. Thank God I Found You (Make It Last Remix) – 5:10 3. Babydoll – 5:06 | É.U. CD single/Vinyle 33 tours, 1. Thank God I Found You – 4:17 2. Thank God I Found You (Celebratory Mix) – 4:19 CD Maxi single É.U. 1. Thank God I Found You (Make It Last Remix) – 5:10 2. Thank God I Found You (Make It Last Instrumental) – 5:10 3. Thank God I Found You – 4:17 4. Babydoll – 5:06 |

## Crédits
Crédits issus de l'album Rainbow.
| - Jimmy Jam et Terry Lewis – écriture, production - Mariah Carey – chant, chœurs, production - Joe – chant, chœurs - 98 Degrees – chœurs - Nicki Richards – chœurs - Trey Lorenz – chœurs - Melodie Daniels – chœurs | - Daryl Skobba – violoncelle - Joshua Koestenbaum – violoncelle - Mike Scott – guitare - Dana Jon Chapelle – ingénieur - Pete Karem – ingénieur - Steve Hodge – mixage - Bob Ludwig – mastering |

## Classements et certifications
| Pays                                       | Position | Certification |
| ------------------------------------------ | -------- | ------------- |
| Allemagne                                  | 28       | –             |
| Australie                                  | 27       | –             |
| Belgique (Nl)                              | 36       | –             |
| Belgique (Fr)                              | 23       | –             |
| Canada                                     | 2        | –             |
| France                                     | 28       | –             |
| Irlande                                    | 31       | –             |
| Nouvelle-Zélande                           | 34       | –             |
| Pays-Bas                                   | 23       | –             |
| Royaume-Uni                                | 10       | –             |
| Suède                                      | 43       | –             |
| Suisse                                     | 17       | –             |
| États-Unis Billboard Hot 100               | 1        | Or            |
| États-Unis Billboard Hot R&B/Hip-Hop Songs | 1        | Or            |

| Pays       | Position | Année | Période   |
| ---------- | -------- | ----- | --------- |
| États-Unis | 45       | 2000  | 1999-2000 |

## Compléments